# Арминия (Пенсильвания)
Арминия (англ. Armenia) — тауншип в округе Брадфорд, штат Пенсильвания, США. В 2010 году в тауншипе проживало 180 человек.

## Географическое положение
Тауншип расположен на западе округа Брадфорд на вершине холма Арминия высотой 670—730 метров. Южная часть тауншипа входит в Лес штата Тайога. По данным Бюро переписи населения США Арминия имеет площадь 47,7 квадратных километров. Из них 0,3 км² воды.

## Население
По данным переписи 2010 года население Арминии составляло 180 человек (из них 54,4 % мужчин и 45,6 % женщин), в тауншипе было 76 домашних хозяйств и 56 семей. Население города по возрастному диапазону по данным переписи 2010 года распределилось следующим образом: 17,2 % — жители младше 18 лет, 3,4 % — между 18 и 21 годами, 53,3 % — от 21 до 65 лет и 26,1 % — в возрасте 65 лет и старше. Средний возраст населения — 49,3 года. На каждые 100 женщин в Арминии приходилось 119,5 мужчин, при этом на 100 совершеннолетних женщин приходилось уже 119,1 мужчин сопоставимого возраста. Расовый состав: белые — 100,0 %.
Из 76 домашних хозяйств 73,3 % представляли собой семьи: 65,8 % совместно проживающих супружеских пар (19,7 % с детьми младше 18 лет); 2,6 % — женщины, проживающие без мужей и 5,3 % — мужчины, проживающие без жён. 26,3 % не имели семьи. В среднем домашнее хозяйство ведут 2,37 человека, а средний размер семьи — 2,73 человека. В одиночестве проживали 25,0 % населения, 9,2 % составляли одинокие пожилые люди (старше 65 лет).
В 2014 году из 231 человека старше 16 лет имели работу 93. При этом мужчины имели медианный доход в 29 500 долларов США в год против 17 500 долларов среднегодового дохода у женщин. В 2014 году медианный доход на семью оценивался в 44 896 $, на домашнее хозяйство — в 51 339 $. Доход на душу населения — 18 666 $ в год. 6,0 % от всего числа семей в Арминии и 13,3 % от всей численности населения находилось на момент переписи за чертой бедности.